# Cladangia exusta
Cladangia exusta är en korallart som beskrevs av Christian Frederik Lütken 1873. Cladangia exusta ingår i släktet Cladangia och familjen Rhizangiidae.
Artens utbredningsområde är Indiska oceanen. Inga underarter finns listade i Catalogue of Life.